# Fotvård
Fotvård är vård av fötterna. 

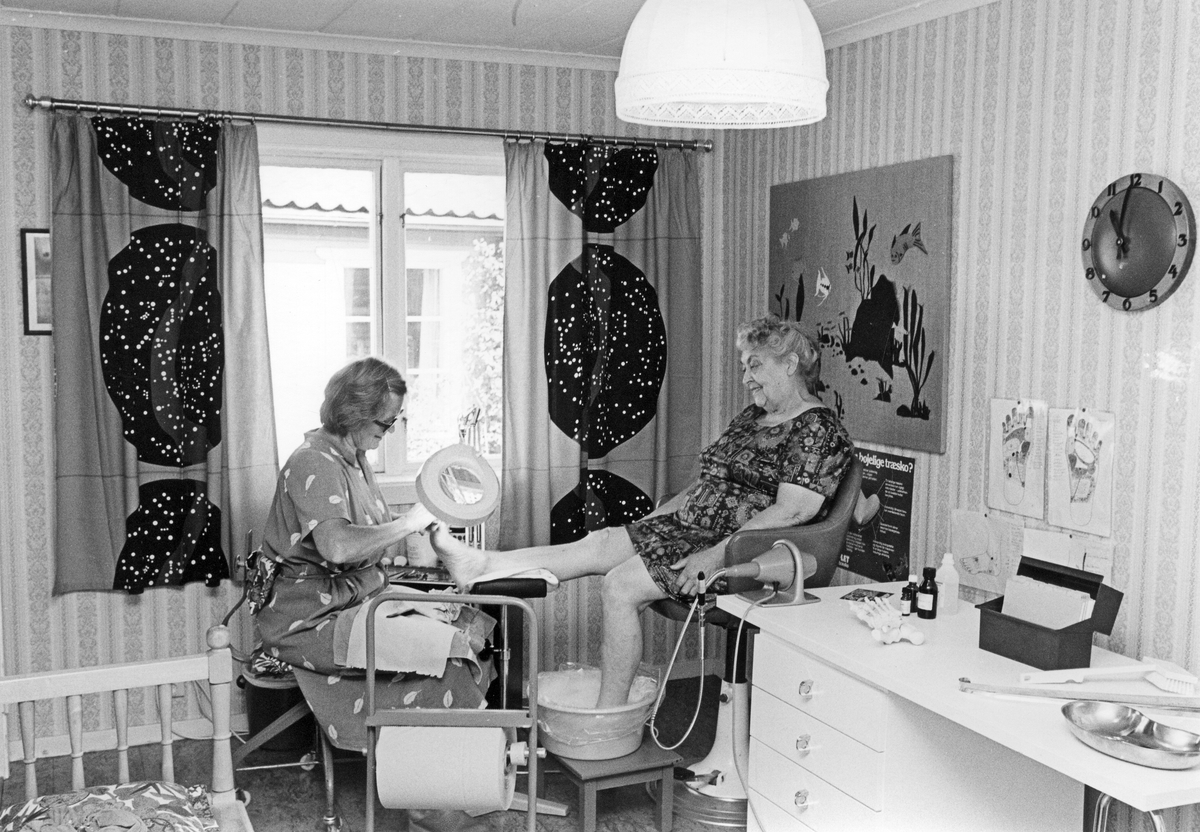
Fotvård i Sverige under 1980-talet.

Begreppet kan syfta både på behandlingar av hälsovårdande karaktär och på mer skönhets- eller wellnessinriktade behandlingar. Professionell hälsovårdande fotvård kallas också podiatri och utförs av fotterapeuter som ofta arbetar i egna kliniker, men även finns på vårdcentraler och sjukhus. Skönhetsinriktad fotvård kallas också pedikyr.